# Glossina longipalpis
Glossina longipalpis är en tvåvingeart som beskrevs av Christian Rudolph Wilhelm Wiedemann 1830. Glossina longipalpis ingår i släktet tsetseflugor, och familjen Glossinidae. Inga underarter finns listade i Catalogue of Life.